# Carpano (ciclismo)
La Carpano, poi Sanson, era una squadra maschile italiana di ciclismo su strada, attiva tra i professionisti dal 1956 al 1966.
Diretta da Vincenzo Giacotto, affiancato poi da Ettore Milano, nelle undici stagioni di attività il team ebbe tra le sue file, tra gli altri, il "Campionissimo" Fausto Coppi, che contribuì alla nascita della squadra tramite il proprio marchio di biciclette Coppi, Ferdi Kübler, Nino Defilippis, Alfred De Bruyne, Gastone Nencini (vincitore del Tour de France 1960 con la maglia della Nazionale) e Franco Balmamion, due volte vittorioso al Giro d'Italia in maglia Carpano.
Lo sponsor principale fino al 1964 era Carpano, casa torinese produttrice di liquori; negli ultimi due anni di attività la squadra fu invece associata all'azienda veronese di gelati Sanson.

## Cronistoria

### Annuario
| Anno | Codice | Nome          | Cat. | Biciclette | Dirigenza                                                        |
| ---- | ------ | ------------- | ---- | ---------- | ---------------------------------------------------------------- |
| 1956 | -      | Carpano-Coppi | Pro  | Coppi      | Dir. sportivi: Vincenzo Giacotto                                 |
| 1957 | -      | Carpano-Coppi | Pro  | Coppi      | Dir. sportivi: Vincenzo Giacotto                                 |
| 1958 | -      | Carpano       | Pro  | ?          | Dir. sportivi: Vincenzo Giacotto                                 |
| 1959 | -      | Carpano       | Pro  | ?          | Dir. sportivi: Vincenzo Giacotto                                 |
| 1960 | -      | Carpano       | Pro  | ?          | Dir. sportivi: Vincenzo Giacotto, Ettore Milano                  |
| 1961 | -      | Carpano       | Pro  | ?          | Dir. sportivi: Vincenzo Giacotto, Désiré Keteleer, Ettore Milano |
| 1962 | -      | Carpano       | Pro  | ?          | Dir. sportivi: Vincenzo Giacotto, Désiré Keteleer, Ettore Milano |
| 1963 | -      | Carpano       | Pro  | ?          | Dir. sportivi: Vincenzo Giacotto, Ettore Milano                  |
| 1964 | -      | Carpano       | Pro  | ?          | Dir. sportivi: Vincenzo Giacotto, Ettore Milano                  |
| 1965 | -      | Sanson        | Pro  | ?          | Dir. sportivi: Vincenzo Giacotto, Ettore Milano                  |
| 1966 | -      | Sanson        | Pro  | ?          | Dir. sportivi: Ettore Milano, Angelo Conterno, Antonio Covolo    |

## Palmarès

### Grandi Giri
- Giro d'Italia

Partecipazioni: 11 (1956, 1957, 1958, 1959, 1960, 1961, 1962, 1963, 1964, 1965, 1966)
Vittorie di tappa: 22
1956: 1 (Pietro Nascimbene)
1958: 2 (2 Nino Defilippis)
1959: 2 (Gastone Nencini, Nino Defilippis)
1960: 2 (2 Gastone Nencini)
1961: 1 (Nino Defilippis)
1962: 2 (Antonio Bailetti, Giuseppe Sartore)
1963: 5 (3 Bariviera, Defilippis, Bailetti)
1964: 2 (Bariviera, Zancanaro)
1965: 2 (Luciano Galbo, Italo Zilioli)
1966: 3 (2 Bariviera, Marcoli)
Vittorie finali: 2
1962 (Franco Balmamion)
1963 (Franco Balmamion)
Altre classifiche: 0
- Tour de France

Partecipazioni: 2 (1962, 1963)
Vittorie di tappa: 2
1962: 1 (Antonio Bailetti)
1963: 1 (Antonio Bailetti)
- Vuelta a España

Partecipazioni: 0

### Classiche monumento
- Giro delle Fiandre: 2

1957 (Alfred De Bruyne); 1958 (Germain Derycke)
- Parigi-Roubaix: 1

1957 (Alfred De Bruyne)
- Liegi-Bastogne-Liegi: 1

1958 (Alfred De Bruyne)
- Giro di Lombardia: 1

1958 (Nino Defilippis)

### Campionati nazionali
- Campionati belgi: 1

1961 (Michel Van Aerde)
- Campionati italiani: 1

1960 (Nino Defilippis)
- Campionati svizzeri: 1

1956 (Rolf Graf)